# Portland Trail Blazers
Portland Trail Blazers este un club de baschet din orașul Portland, Oregon, care joacă în Divizia Nord-Vest a Conferinței de Vest în National Basketball Association (NBA). Echipa joacă meciurile de acasă în Moda Center (numită Rose Garden până în 2013), arenă în care s-a mutat în anul 1995. Clubul a intrat în NBA în 1970 și s-a bucurat de un puternic succes la public: din 1977 până în 1995, echipa a jucat 814 meciuri consecutive acasă cu casa închisă, cea mai lungă astfel de serie în sporturile americane profesioniste majore.